# Czerwona Woda (Olsztynek)
Czerwona Woda (deutsch Rothwasser) ist ein kleiner Ort in der polnischen Woiwodschaft Ermland-Masuren und gehört zur Gmina Olsztynek (Stadt- und Landgemeinde Hohenstein i. Ostpr.) im Powiat Olsztyński (Kreis Allenstein).

## Geographische Lage
Czerwona Woda liegt im Südwesten der Woiwodschaft Ermland-Masuren, 19 Kilometer südöstlich der früheren Kreisstadt Osterode in Ostpreußen (polnisch Ostróda) bzw. 25 Kilometer südwestlich der heutigen Kreismetropole Olsztyn (deutsch Allenstein).

## Geschichte
Das kleine Dorf Rothwasser mit ein paar kleinen Gehöften wurde 1628 erstmals erwähnt. Die Landgemeinde kam 1874 zum neu errichteten Amtsbezirk Platteinen (polnisch Platyny) im Kreis Osterode in Ostpreußen, zu dem sie bis 1945 zugehörte.
Die Einwohnerzahl Rothwassers belief sich im Jahre 1910 auf 48, im Jahre 1933 auf 49. Im Jahre 1939 lebten in 10 Haushalten 43 Einwohner im Dorf, von denen 36 in der Land- und Forstwirtschaft beschäftigt waren.
Als 1945 in Kriegsfolge das gesamte südliche Ostpreußen an Polen fiel, war auch Rothwasser davon betroffen. Das Dorf erhielt die polnische Namensform „Czerwona Woda“ und ist heute eine Ortschaft innerhalb der Stadt- und Landgemeinde Olsztynek (Hohenstein i. Ostpr.) im Powiat Olsztyński (Kreis Allenstein), bis 1998 der Woiwodschaft Olsztyn, seither der Woiwodschaft Ermland-Masuren mit der Hauptstadt Olsztyn (Allenstein) zugeordnet. Am 26. Oktober 2020 waren in Czerwona Woda acht Einwohner registriert.

## Kirche
Bis 1945 war Rothwasser in die evangelische Kirche Wittigwalde (polnisch Wigwałd) in der Kirchenprovinz Ostpreußen der Kirche der Altpreußischen Union, außerdem in die römisch-katholische Kirche Osterode in Ostpreußen (polnisch Ostróda) eingepfarrt.
Heute gehört Czerwona Woda katholischerseits zur Pfarrei Wigwałd im Erzbistum Ermland, evangelischerseits zur Kirchengemeinde Olsztynek, einer Filialgemeinde der Christus-Erlöser-Kirche Olsztyn in der Diözese Masuren der Evangelisch-Augsburgischen Kirche in Polen.

## Verkehr
Czerwona Woda liegt an einer Nebenstraße, die von der Kreisstraße (polnisch Droga powiatowa) 1232N bei Elgnówko (Gilgenau) abzweigt und über Zawady (Sawadden, 1938 bis 1945 Jungingen) nach Świętajńska Karczma (Karlsrode) führt. Eine Bahnanbindung besteht nicht.